# 牛嶠
牛峤（?—?），字松卿，一字延峰，陇西人。
牛僧孺之孫，牛藂之子。博学能文，乾符五年孙偓榜進士，歷官拾遗、补阙、尚书郎，黃巢起兵，避難而入蜀。王建镇西川時聘為判官，王建自立為帝，官至给事中。工於詩，自称慕李贺长歌，又為花間派詞人。卒年失考。有詩三卷。